# 왕대일
왕대일(王大一, 1954년 3월 8일~)은 대한민국의 신학자이자, 감리교신학대학교에서 구약학 교수를 역임하고 은퇴하였다. 한국구약학회 회장, 한국신학교육연구원 원장, 그리고 한국기독교학회 회장을 역임하였다. 현재 평화드림 아카데미 원장이다. 레위기 연구의 권위자이며, 신학과 교회를 연결하는 학자로 평가 받는다.

## 학력
- 감리교신학대학교 졸업
- 감리교신학대학교 대학원 졸업
- 미국, Claremont Graduate University (M.A.)
- 미국, Claremont Graduate University (Ph.D.)

## 경력
- 감리교신학대학교 교수 (1990~2019)
- 수동감리교회 담임목사 (1981~1984)
- 새바람커뮤니티교회 대표목사 (2003~2012)
- 하늘빛감리교회 담임목사 (2020~현재)
- 대한성서공회 성경원문연구소 연구위원 (1998~2010)
- 한국구약학회 회장 (2006~2010)
- 한국신학교육연구원 원장 (2008~2012)
- 한국기독교학회 회장 (2019~2021)

## 저서

### 학위논문
- “Leviticus 11-15: A Form-Critical Study,” (Ph.D.) Claremont Graduate University,     1991.

### 저서
- 『신앙공동체를 위한 구약성서 이해』, 서울: 성서연구사, 1993.
- 『묵시문학연구: 구약성서 묵시문학 다니엘서의 재해석』, 서울: 대한기독교서회, 1994.
- 『아브라함의 믿음, 아브라함의 실수-이야기로 쓴 창세기 주석』, 서울: 종로서적, 1995.
- 『새로운 구약주석: 이론과 실제』, 서울: 성서연구사, 1996.
- 『 21세기 설교가이드 : 창세기 I』, 서울: 성서연구사, 1996.
- 『21세기 설교가이드 : 민수기 』, 서울: 성서연구사, 1997.
- 『21세기 설교가이드 : 신명기』, 서울: 성서연구사, 1997.
- 『21세기 설교가이드 : 다니엘』, 서울: 성서연구사, 1998.
- 『21세기 설교가이드 : 레위기』, 서울: 성서연구사, 1998.
- 『다시 듣는 토라 : 설교를 위한 신명기 연구』, 서울: 한국성서학연구소, 1998.
- 『통일맞이 성서연구(1) 』, 서울: 기독교대한감리회 서부연회출판부, 1999(편집서).
- 『목회자의 실패, 목회자의 성공: 구약성서에서 배우는 오늘의 목회』, 서울: 대한기독교서회,     2000.
- 『좀 쉽게 말해 주시오: 본문비평과 성서 번역-민영진 박사 회갑 기념; 제1권』, 서울: 대한기독교서회, 2000(편집서).
- 『말씀의 뜻 밝혀 주시오: 주석과 성서 번역-민영진 박사 회갑 기념; 제2권』, 서울: 대한기독교서회, 2000(편집서).
- 『구약성서와 성(性)』, 서울: 감신대성서연구소, 2000(편집서).
- 『 구약성서, 읽기와 해석하기』, 서울: 감신대성서학연구소, 2001(편집서).
- 『구약설교 패러다임: 구약학자의 설교이해, 설교학자의 구약해석』, 서울: 감신대성서학연구소,  2002(공저).
- 『녹색의 눈으로 읽는 성서』, 서울: 대한기독교서회, 2002(공저).
- 『구약신학』, 서울: 감신대성서학연구소, 2002(초판).
- 『구약신학』, 서울: 감신대성서학연구소, 2003(개정판).
- 『구약성서 이해 열마당』, 서울: 새길, 2003.
- 『묵시문학과 종말론 : 다니엘의 묵시록, 새롭게 읽기』, 서울 : 대한기독교서회, 2004.
- 『구약성서개론-한국인을 위한 최신연구』, 서울: 대한기독교서회, 2004(공저).
- 『구약주석 새로보기』, 서울: 성서학연구소, 2005.
- 『민수기: 대한기독교서회 창립 100주년 기념 주석 04』, 서울: 대한기독교서회, 2007.
- 『삶에서 그리스도가 빛나게 하십시오』, 서울: KMC, 2008.
- 『구약신학』, 서울: 감신대성서학연구소, 2010(개정증보 3판).
- 『신학교육, 그 패러다임의 전환-지식교육에서 영성 함양으로』, 서울: 한국신학교육연구원,2010(편집서).
- 『(왕대일 교수의) 신명기 강의 : 신명기, 약속의 땅으로 가는 길』, 서울: 대한기독교서회,  2011.
- 『기독교 경학(經學)과 한국인을 위한 성경해석: 경학으로서의 성서해석』, 서울:  대한기독교서회, 2012.
- 『시편사색, 시편 한 권으로 읽기: 토라로 토다를』, 서울: 대한기독교서회, 2013.
- 『전도자의 질문, 전도서의 해답 : 왕대일의 전도서 강해설교』, 서울 : KMC, 2014.
- 『구약신학』, 서울 : 대한기독교서회, 2015(개정판).
- 『엑소도스, 하나님의 성소를 이루기까지 : 왕대일의 출애굽기 강해』, 서울 : KMC, 2015.
- 『창조신앙의 복음, 창조신앙의 영성 : 창세기 1-11장의 물음·부름·푸름』, 서울: 대한기독교서회, 2016.
- 『구약성경의 종말론: ‘그 날’을 향한 소망』, 서울 : 한국성서학연구소, 2017.
- 『새로 읽는 구약성경』, 서울 : CMI, 2018.
- 『성막이 된 하늘성전: 성막의 정음(正音) 회막의 복음(福音), 출애굽기 25-31장의 주석과 강해』, 서울 : 대한기독교서회, 2019.
- 『구약과 웨슬리』, 서울: kmc. 2019.
- TAI-IL WANG, "Scripture-logy and Scriptural Performance in Canonical Criticism and the Theistic Confucian Thought," WON W. LEE, ed., The Oxford Handbook of THE BIBLE IN KOREA. Oxford: Oxford University Press, 2022, 53-66.

## 같이 보기
- 한국의 신학자 목록